# Bărăganul
Bărăganul – wieś w Rumunii, w okręgu Braiła, w gminie Bărăganul. W 2011 roku liczyła 3062 mieszkańców.